# Das Lied der Deutschen

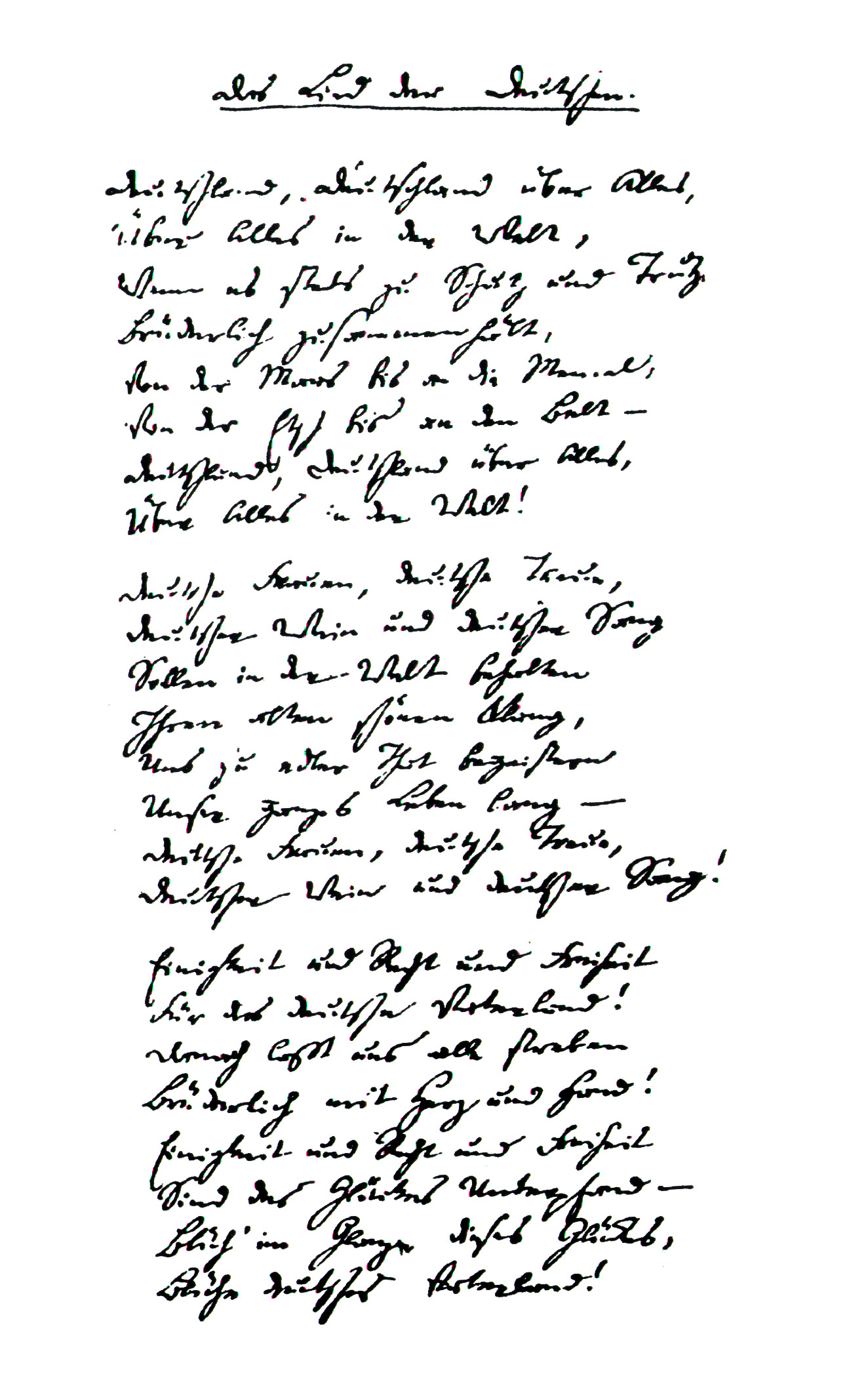
Das Lied der Deutschen in het handschrift van Hoffmann von Fallersleben

Das Lied der Deutschen (Het Lied der Duitsers, meestal Das Deutschlandlied, Het Duitslandlied, genoemd) is een patriottisch Duits lied uit de 19e eeuw. Sinds 1922 is het in gebruik als het Duitse volkslied. Vanaf 1952 wordt alleen het derde couplet gezongen, hoewel men zich buiten Duitsland soms vergist en de tekst van het eerste couplet gebruikt. Sinds 1991 is het derde couplet op basis van Duitse wetgeving het volkslied. Als volkslied geniet het wettelijke bescherming (StGB §90a) tegen smaad.

## Geschiedenis

### Patriottisch lied
Componist van de melodie is Joseph Haydn, die haar in 1797 aan keizer Frans II had gewijd, de Kaiserhymne. De melodie gebruikte Haydn ook voor het tweede deel (poco adagio, cantabile), van zijn strijkkwartet Op. 76 No 3 in C groot, het Kaiserquartett.
In 1841 werd de tekst geschreven door de germanist en dichter August Heinrich Hoffmann von Fallersleben, een democraat die als schrijver bij de Vormärz moet worden gerekend, de kunstenaarsstroming die zich verzette tegen het drukkende politieke klimaat van de Biedermeiertijd, in de opmaat van het revolutiejaar 1848. Hoffmann von Fallersleben schreef het Lied der Deutschen tijdens een vakantie op het (toen Britse) Noordzee-eiland Helgoland. Het kan worden gezien als een van de zogeheten Rheinlieder (Rijnliederen), die als protest ontstonden tegen de Franse eis om de Rijn de grens van Frankrijk te maken. Toch komt het woord Rhein in het lied niet voor.
Tijdens het Duitse Keizerrijk (1871-1918) was er geen officieel volkslied, maar werd in voorkomende omstandigheden Heil dir im Siegerkranz gezongen, op de melodie van het Britse volkslied God Save the King. Het Lied der Deutschen was een van vele patriottische liederen, en werd geleidelijk populairder. Gedurende de Eerste Wereldoorlog kwam het meer in gebruik omdat Heil dir im Siegerkranz dezelfde melodie als het volkslied van de Engelse vijand had.

### Volkslied sinds 1922
De sociaaldemocratische rijkspresident Friedrich Ebert besloot in 1922 om het Lied der Deutschen het officiële volkslied te maken. In tegenstelling tot de nationale driekleur (die in 1919 van zwart-wit-rood veranderde naar zwart-rood-goud) was het volkslied nooit omstreden. De nationaalsocialisten (1933-1945) lieten het volkslied bestaan - maar alleen het eerste couplet werd gezongen, en daarop moest het eerste couplet van het Horst Wessellied volgen, het lied van de nationaalsocialistische partij NSDAP. Wessel, de schrijver van dit lied werd door de nationaalsocialisten als een martelaar voor hun zaak beschouwd.

### Discussie in de Bondsrepubliek
Na 1945 werd het Lied der Deutschen door de overwinnende mogendheden van de Tweede Wereldoorlog verboden. De Bondsrepubliek, opgericht in 1949, had een nieuw volkslied nodig; daarvoor werd onder meer de Ode an die Freude van Beethoven gebruikt. Bondskanselier Konrad Adenauer, een christendemocraat die in de nationaalsocialistische tijd in de gevangenis had gezeten, vroeg bij een bezoek in Berlijn op 18 april 1950 het publiek in de voor belangrijke bijeenkomsten gebruikte bioscoop Titania-Palast om het derde couplet van het Deutschlandlied te zingen. De vertegenwoordigers van de geallieerden bleven uit protest zitten, en ook de sociaaldemocraten waren woedend. Het buitenland was zeer negatief over Adenauers zet.
Bondspresident Theodor Heuss was voorstander van een alternatief lied, de Hymne an Deutschland. De liberaal erkende echter in een open correspondentie met Adenauer in 1952 dat hij de behoudende krachten had onderschat. Ten slotte ging Heuss akkoord met Adenauers verzoek om het Lied der Deutschen weer het volkslied te maken, maar alleen het derde couplet te zingen.
Het bleef onzeker of het gehele lied volkslied was of alleen het derde couplet; dat is belangrijk voor art. 90a van het Duits strafwetboek dat nationale symbolen tegen smaad verdedigt. In maart 1990 stelde het Constitutioneel Gerechtshof vast dat alleen het derde couplet beschermd is, en in november 1991 kwamen bondspresident en bondskanselier in een correspondentie overeen dat alleen het derde couplet volkslied is. Vervolgens werd de correspondentie formeel bekendgemaakt op in het Bundesgesetzblatt.
Sinds 1952 wordt bij formele aangelegenheden dus alleen het derde couplet gezongen. Het zingen van het eerste couplet zou als ongepast of zelfs politiek extreem worden beleefd; voor het tweede couplet is er weinig aandacht. Anders dan soms wordt gesteld is geen van de coupletten "verboden".

## Inhoud
Het eerste couplet, dat met “Deutschland über alles” begint, doelde op de toenmalige verdeeldheid van Duitsland in meerdere staten. Nadat Duitsland (zonder Oostenrijk) in 1867/1871 verenigd werd, kreeg de uitdrukking geleidelijk een andere, nationalistische lading. Vanwege de historische ontwikkelingen sinds 1841 zijn de landsgrenzen van het eerste couplet niet meer actueel.
Het tweede couplet laat zien dat het lied oorspronkelijk als drinklied werd bedacht. Het derde couplet drukt de wens van de dichter uit naar een verenigd Duitsland als rechtsstaat.

## De in het lied bezongen grenzen
In Hoffmanns tijd en vooral daarna streden de "kleinduitse" en de "grootduitse" gedachte om voorrang. De kleinduitse gedachte streefde naar een nieuw Duits rijk zonder Oostenrijk; Oostenrijk was toen een grote veelvolkerenstaat. De grootduitse gedachte wilde Oostenrijk erbij trekken, met of zonder zijn niet Duits sprekende inwoners. Het Duitslandlied is "grootduits" waar het de grenzen beschrijft.
De rivier de Maas stroomt nu in Nederland, België en Frankrijk. Op het moment dat Hoffmann von Fallersleben het lied schreef, was Nederlands Limburg samen met Luxemburg lid van de Duitse Bond (namelijk van 1839 tot 1866). Na het uiteenvallen van de Duitse Bond bleef Limburg buiten de nieuwe Noord-Duitse Bond van 1867.
De Memel stroomt als Njoman in Wit-Rusland en als Nemunas in Litouwen en lag in Hoffmanns tijd in het uiterste noordoosten van Pruisen. Het gebiedje ten noorden van de Memel ging in 1919 aan Litouwen (Memel-Land), daardoor werd de Memel pas de grens van het toenmalige Duitsland. In 1939-1945 hoorde het Memel-Land bij Nazi-Duitsland.
De Etsch stroomt in het noorden van Italië, en wordt in het Italiaans Adige genoemd. Toen liep de stroom door het zuiden van de Oostenrijkse provincie Tirol. In 1919 verloor Oostenrijk dit gebied als Zuid-Tirol aan Italië.
Met de Belt wordt de Fehmarnbelt bedoeld, de zeestraat tussen de Kielerbocht en de Mecklenburgerbocht. De grens tussen Duitsland en Denemarken loopt door deze zeestraat. In Hoffmanns tijd waren Sleeswijk en Holstein nog onderdeel van Denemarken, en alleen Holstein hoorde bij de Duitse Bond. Toch zal Hoffmann zowel aan Sleeswijk als ook aan Holstein als Duitse gebieden hebben gedacht. De twee hertogdommen werden in 1864-1866 Pruisisch.
Voor het bezingen van de Duitse grenzen of rivieren in het grensgebied is er een historisch voorbeeld. Walther von der Vogelweide schreef rondom 1198: “Von der Elbe unz an den Rîn und her wider unz an Ungerlant” (van de Elbe tot aan de Rijn, en weer tot aan Hongarije). Op zijn beurt schreef Bertolt Brecht in 1950 in de Kinderhymne, doelend op Hoffmanns lied: “Von der See bis zu den Alpen, von der Oder bis zum Rhein”.

### Volledige tekst
Bij de onderstaande volledige tekst wordt in de rechter kolom de nauwkeurigste Nederlandse vertaling gegeven, zonder rijm of maat. Het officiële volkslied bestaat dus alleen uit het derde couplet.
| 1. Deutschland, Deutschland über alles über alles in der Welt, wenn es stets zu Schutz und Trutze brüderlich zusammenhält. Von der Maas bis an die Memel, von der Etsch bis an den Belt, \|: Deutschland, Deutschland über alles, über alles in der Welt! :\| ---- 2. Deutsche Frauen, deutsche Treue, deutscher Wein und deutscher Sang sollen in der Welt behalten ihren alten schönen Klang, uns zu edler Tat begeistern unser ganzes Leben lang. - \|: Deutsche Frauen, deutsche Treue, deutscher Wein und deutscher Sang! :\| ---- 3. Einigkeit und Recht und Freiheit für das deutsche Vaterland! Danach lasst uns alle streben brüderlich mit Herz und Hand! Einigkeit und Recht und Freiheit sind des Glückes Unterpfand; \|: blüh' im Glanze dieses Glückes, blühe, deutsches Vaterland. :\| | 1. Duitsland, Duitsland boven alles, boven alles in de wereld, wanneer het steeds voor bescherming en weerstand broederlijk bijeen blijft. Van de Maas tot aan de Memel, van de Adige tot aan de Belt, \|: Duitsland, Duitsland boven alles, boven alles in de wereld! :\| ---- 2. Duitse vrouwen, Duitse trouw, Duitse wijn en Duitse zang moeten in de wereld behouden hun oude mooie klank, ons tot edele daad bezielen ons hele leven lang. - \|: Duitse vrouwen, Duitse trouw, Duitse wijn en Duitse zang! :\| ---- 3. Eendracht en recht en vrijheid voor het Duitse vaderland! Laat ons allen daarnaar streven broederlijk met hart en hand! Eendracht en recht en vrijheid zijn onderpand van het geluk; \|: bloei in de glans van dit geluk, bloei, Duits vaderland. :\| |

## Andere liederen
Hoewel geen ander lied (alleen) officieel volkslied van Duitsland is geweest, horen bij de geschiedenis van het Duitse volkslied ook nog deze liederen:
- (Was ist) Des Deutschen Vaterland van Ernst Moritz Arndt, 1813, in de jaren 40 van de 19e eeuw misschien het meest populaire patriottische lied in Duitsland
- Heil dir im Siegerkranz, het keizerlied van 1871-1918
- Horst Wessellied, dat van 1933 tot in 1945 ná het Deutschlandlied moest worden gespeeld
- Auferstanden aus Ruinen, het Nationalgesang der DDR, volkslied van de DDR (1949-1990)
- Hymne an Deutschland, voorstel van Theodor Heuss in 1950
- Kinderhymne van Bertolt Brecht, door sommigen voorgesteld als volkslied